# Echidnocymbium speciosum
Echidnocymbium speciosum — вид грибів, що належить до монотипового роду  Echidnocymbium.